# Rete ferroviaria della Toscana
La rete ferroviaria della Toscana è costituita da un complesso di linee ferroviarie della lunghezza di 1563 km (la lunghezza totale dei binari è di 2273 km), di cui 1479 in carico a RFI.
Queste comprendono anche linee di importanza fondamentale comprese nell'asse ferroviario transeuropeo numero 1 (Berlino-Palermo) che l'attraversa interamente.

## Caratteristiche
Il sistema infrastrutturale ferroviario in Toscana è attualmente gestito da due diversi operatori: Rete Ferroviaria Italiana (RFI),  che gestisce la rete nazionale (in Toscana 1450 km) e La Ferroviaria Italiana (LFI), che gestisce la tratta Arezzo-Stia-Sinalunga (84 km) di proprietà regionale. I rapporti tra Regione Toscana e RFI sono attualmente disciplinati, limitatamente alla disponibilità della capacità dell'infrastruttura per lo svolgimento dei servizi regionali, da un Accordo Quadro stipulato nel 2016.
Il servizio di trasporto ferroviario è svolto attualmente da due imprese Trenitalia S.p.A. e Trasporto Ferroviario Toscano - TFT S.p.A., operanti rispettivamente sulla rete nazionale e su quella regionale. I rapporti delle due società con la Regione Toscana sono disciplinati da appositi contratti di servizio.

### Infrastruttura RFI

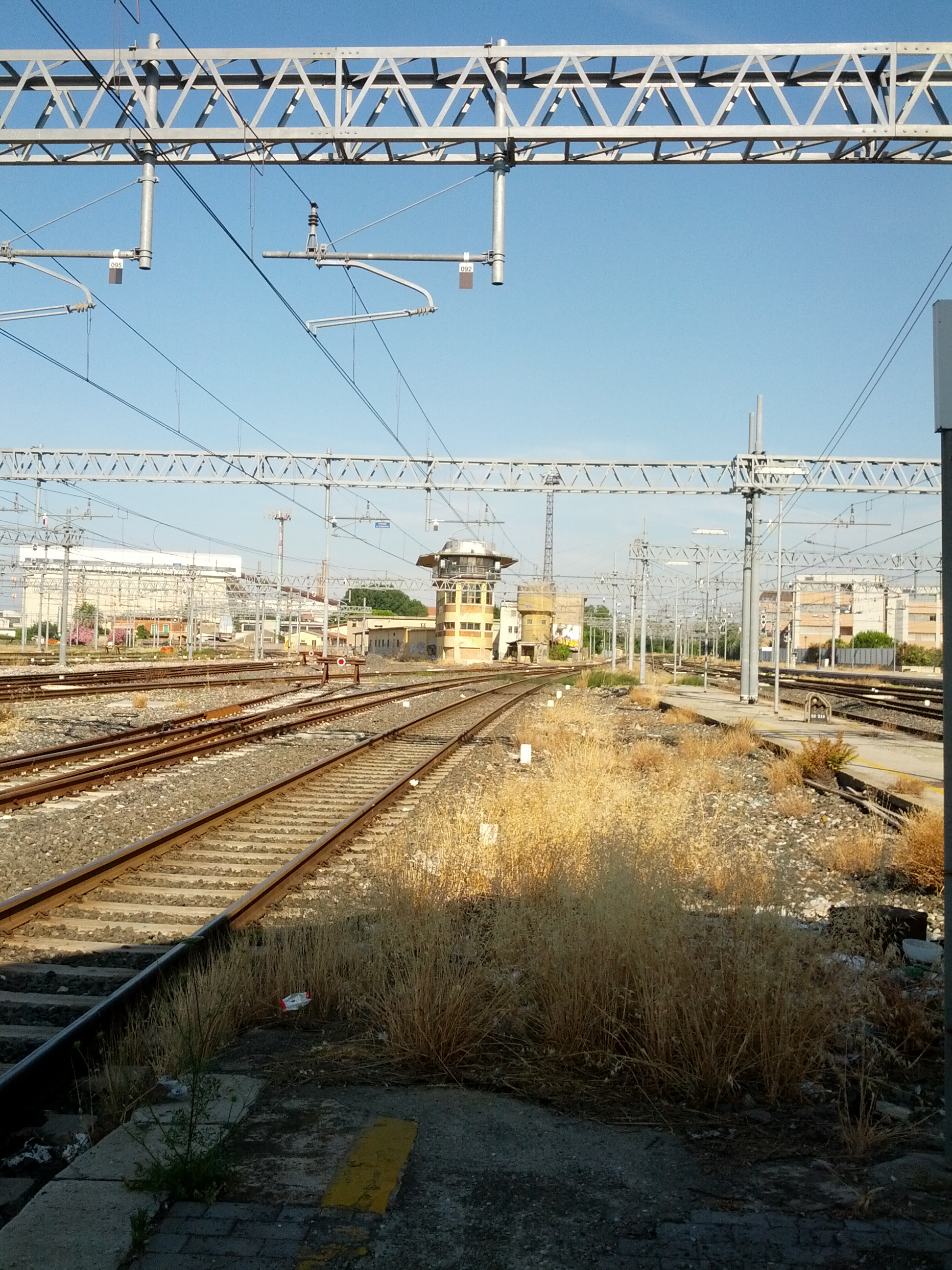
Stazione di Pisa

L'infrastruttura ferroviaria della regione gestita da RFI comprende 1479 km di linee in esercizio ed è composta da:
- 776 km di linee fondamentali.
- 656 km di linee complementari.
- 47 km di linee che compongono il nodo ferroviario di Firenze.

Tra queste:
- 976 km sono linee elettrificate.
- 503 km linee non elettrificate.
- 209 km linee a binario unico.
- 767 km linee doppio binario.

Per quanto riguarda la sicurezza ferroviaria tutte le linee sono dotate di uno o più sistemi di sicurezza. Nel dettaglio, al 31 dicembre 2022:
- 1375 km sono coperti dai sistemi di telecomando della circolazione;
- 1067 km sono coperti dal Sistema di controllo della marcia del treno (SCMT);
- 214 km sono coperti dal supporto alla guida (SSC);
- 147 km sono coperti dall'ERTMS.[4]

#### Traffico e parco rotabile
Trenitalia ha in Toscana 1723 dipendenti e garantisce ai 206.000 (tra cui 50.000 in possesso di abbonamento) utenti toscani circa 22 milioni di treni per km ogni anno.
Il parco rotabili è costituito da:
- 93 locomotive, di cui 73 elettriche e 20 a diesel
- 109 mezzi leggeri elettrici
- 107 mezzi leggeri termici
- 533 carrozze

A dicembre 2008 il 96% delle carrozze è stato climatizzato e sono stati rinnovati i sedili.
In Toscana ci sono 37 stazioni dotate di biglietteria, 193 biglietterie self-service, 3947 punti vendita esterni (tabacchi, edicole e bar aderenti alle reti Tabaccai PUNTOLIS e Mooney SpA), 150 monitor che indicano le partenze e arrivi dei treni.
Nella regione vi sono 3 depositi per il materiale rotabile.
La Direzione Regionale Toscana ha conseguito la certificazione di conformità alla norma UNI EN ISO 9001:2000 e SA 8000 per la progettazione e l'erogazione del servizio.

### Infrastruttura LFI
L'infrastruttura ferroviaria della regione gestita da LFI è composta di 84 km di linee complementari elettrificate.

## Storia

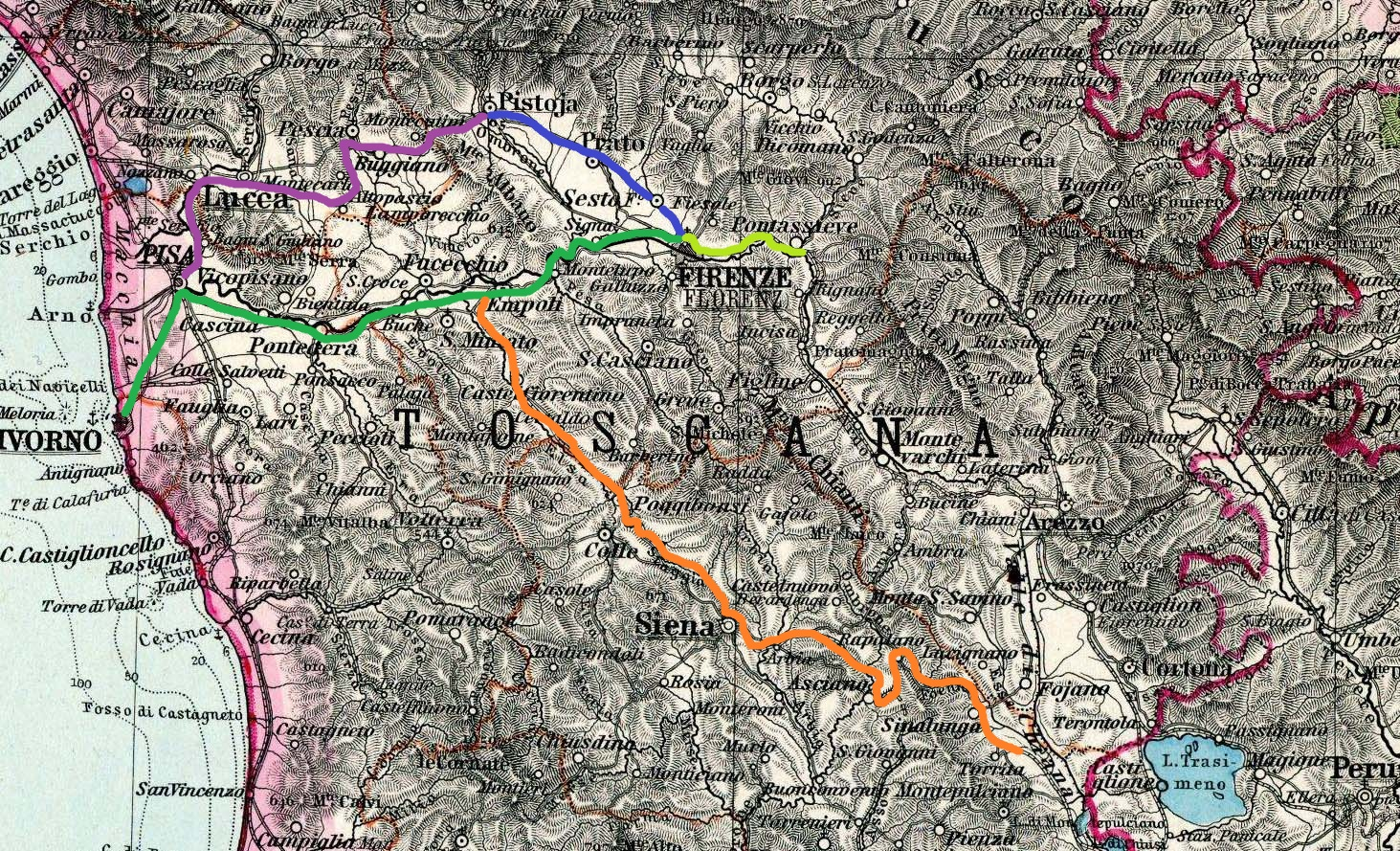
Rete ferroviaria del Granducato di Toscana, 1860

### Prima dell'Unità d'Italia
A partire dal 1844, pochi anni dopo l'avvento delle prime ferrovie in Italia, prese avvio la costruzione di linee nel Granducato di Toscana anche per la lungimirante politica di Leopoldo II convinto delle possibilità di sviluppo economico e sociale offerte dal nuovo mezzo di locomozione. 
Nel 1859 la Toscana era la terza regione italiana con il maggior numero di ferrovie dopo il Piemonte e il Lombardo-Veneto, raggiungendo i 256 km di strada ferrata. 
Furono realizzate le linee Leopolda che univa l'importante porto di Livorno, sbocco commerciale del Granducato, con Pisa, Empoli e la capitale Firenze e la linea Maria Antonia verso Prato e Pistoia.
Nel Ducato di Lucca, l'altra entità politica della Toscana preunitaria, Carlo Ludovico di Borbone autorizzò, tre anni prima che il Ducato venisse annesso al Granducato, la costruzione di tre linee ferroviarie verso Pisa, Aulla (realizzata molti decenni dopo) e Pistoia.
Presto Empoli fu unito a Siena, proseguendo verso Chiusi arrestandosi prima dei confini dello Stato Pontificio.
Si cominciò a progettare e realizzare l'ardita Porrettana, che avrebbe messo in comunicazione la rete toscana con le ferrovie del Lombardo-Veneto attraversando lo Stato pontificio e i ducati emiliani.
Il Governo Provvisorio Toscano nel suo anno di vita unificò le società delle Strade Ferrate Livornesi e avviò i lavori per la linea Pisa-Vada, da tempo progettata, e della Cecina-Volterra.
Alla vigilia dell'unità d'Italia il Granducato disponeva di 323 km di ferrovie.

### Le ferrovie toscane sotto il Regno d'Italia
Il neo re d'Italia si trovò a inaugurare molte linee i cui progetti e lavori erano "eredità" degli stati preunitari.
Già nel 1861 fu inaugurato un collegamento tra Pisa e Pietrasanta via Viareggio, linea prolungata l'anno dopo fino a Massa e nel 1864 fino a La Spezia, embrione della futura ferrovia ligure.
La linea Fernandea da Firenze ad Arezzo fu la prima avviata dopo la costituzione del Regno.
Da Siena si scese verso la Maremma arrivando a Grosseto nel 1871 attraverso la Val d'Orcia e completando la linea costiera Livorno-Collesalvetti-Cecina-Grosseto, oltre alla bretella Pisa-Collesalvetti.
Tra Valdarno e Valdichiana vi fu una evoluzione dei collegamenti con Roma, la nuova capitale del regno: le iniziali Orte-Terontola-Arezzo e Siena-Sinalunga-Chiusi furono riprese e migliorate dal collegamento diretto via Orvieto.
Tanti furono anche i progetti in quegli anni di fervore rimasti sulla carta, vuoi per beghe politiche o per mancanza di finanziatori: Lucca-Empoli, Pontedera-Saline di Volterra, Saline di Volterra-Colle val d'Elsa, Colle val d'Elsa-Massa Marittima, Massa Marittima-Saline di Volterra, Lucca-Modena, Lucca-Reggio Emilia, Firenze-Imola, Stia-Borgo San Lorenzo.. quasi impossibile elencarli tutti. Ogni comunità voleva la ferrovia, "il" mezzo di trasporto per eccellenza, che con il suo sbuffare e le sue folate di fumo nero portava progresso, benessere e spesso il riscatto da un atavico isolamento.
Un nuovo impulso allo sviluppo delle linee si ebbe tra la fine del XIX secolo e la prima guerra mondiale con la realizzazione della Faentina, principalmente ideata per alleggerire la sovraccarica Porrettana, oltre a molte linee di interesse locale, parecchie delle quali nate esclusivamente o comunque con l'intento di servire l'attività mineraria, che in quegli anni raggiungeva il suo massimo storico.
Ventun anni di lavori tra il 1913 e il 1934 permisero di realizzare la direttissima Firenze-Bologna.
Durante il periodo fascista furono realizzate solo alcune opere minori, puntando più al miglioramento delle linee esistenti e allo sviluppo del materiale rotabile, che alla realizzazione di nuove opere.
Lo stato d'eccellenza raggiunto in quegli anni fu azzerato dalla seconda guerra mondiale i cui eventi colpirono pesantemente le ferrovie toscane, bombardate dagli eserciti alleati durante l'avanzata e distrutte dai nazisti durante la ritirata. Per alcune linee secondarie fu la morte, altre hanno dovuto aspettare decenni per essere ripristinate.

### Le ferrovie toscane sotto la Repubblica
Gli interventi nel dopoguerra e degli anni cinquanta e sessanta del XX secolo si limitarono al ripristino dei danni di guerra, a parte il completamento della Lucca-Aulla. Il ripristino è ufficialmente terminato solo nel 1999 con la riapertura della Faentina; sono state invece molte le dismissioni di rami secchi.
Solo nel 1970 sono stati riaperti i cantieri, realizzando la Direttissima Firenze-Roma, prima linea ad alta velocità europea a essere stata iniziata, terminata ufficialmente nel 1992 ma in realtà ancora penalizzata nell'avvicinamento a Roma Termini.

### Anni duemila
Negli anni duemila la riforma del titolo V della Costituzione, introdotta con la legge costituzionale n. 3 del 2001, ha completato un percorso storico-amministrativo iniziato fin dagli anni ’70.
La riforma ha posto il "governo del territorio" e le “grandi reti di trasporto e di navigazione” tra le materie di legislazione concorrente, in cui "spetta alle Regioni la potestà legislativa, salvo che per la determinazione dei principi fondamentali, riservata alla legislazione dello Stato". In quest'ottica, nel nuovo millennio, anche la Toscana ha iniziato un proprio percorso autonomo per lo sviluppo del settore ferroviario regionale.
La Regione assieme a Trenitalia, il maggiore operatore della Toscana, ha avviato dal 2004 il progetto Memorario; grazie a questo progetto la quasi totalità delle linee toscane ha orari cadenzati facili da ricordare oltre ad avere treni più frequenti.
La nuova linea AV/AC Firenze-Bologna è stata completata nel 2008 (con l'esclusione dei nodi cittadini di Firenze e Bologna) ed è stata aperta al traffico a dicembre 2009, mentre sono in corso i lavori di attraversamento in sotterranea di Firenze, con la contemporanea realizzazione della nuova stazione di transito (sotterranea), Firenze Belfiore, e il ricongiungimento con la direttissima Firenze-Roma.
Nel 2016 il presidente della Regione Toscana Enrico Rossi e l'amministratore delegato di Rete Ferroviaria Italiana Maurizio Gentile hanno firmato un accordo quadro che ha definito gli ambiti entro i quali sviluppare il traffico ferroviario regionale negli anni seguenti favorendo le opere che consentiranno di differenziare le tipologie di traffico, tra cui il restyling di numerose stazioni toscane e il raddoppio ferroviario tra Pistoia e Montecatini.
Dal 12 dicembre 2021 alcuni convogli del servizio cadenzato hanno assunto il nome di Tuscany Line in ambito di un progetto per promuovere il collegamento circolare che consente di vivere un Grand Tour della regione Toscana, raggiungendo Lucca, Pisa, Pistoia e Firenze.

## Linee

### Fondamentali
| Linee Fondamentali della Toscana   |           |                            |                 |                     |
| Linea                              | Lunghezza | Binari                     | Numero stazioni | Trazione            |
| Alta Velocità Bologna-Firenze      | 86 km     | Doppio binario             | 1               | Elettrica 25 kV     |
| Direttissima Bologna-Prato-Firenze | 97 km     | Doppio binario             | 12              | Elettrica 3000 volt |
| Direttissima Firenze-Roma          | 253 km    | Doppio binario             | 1               | Elettrica 3000 volt |
| Firenze-Chiusi-Roma (linea lenta)  | 314 km    | Doppio binario             | 20              | Elettrica 3000 volt |
| Firenze-Livorno (Leopolda)         | 101 km    | Doppio binario             | 17              | Elettrica 3000 volt |
| Genova-Pisa                        | 165 km    | Doppio binario             | 13              | Elettrica 3000 volt |
| Livorno-Roma (Tirrenica)           | 312 km    | Doppio binario             | 40              | Elettrica 3000 volt |
| Pisa-Vada                          | 45 km     | Binario unico              | 3               | Elettrica 3000 volt |
| Parma-La Spezia (Pontremolese)     | 113 km    | Doppio binario (per 74 km) | 8               | Elettrica 3000 volt |

La lunghezza è calcolata sull'interezza del tratto nazionale della linea ferroviaria.

### Complementari
| Linee Complementari della Toscana            |           |                             |                 |                     |
| Linea                                        | Lunghezza | Binari                      | Numero stazioni | Trazione            |
| Firenze-Lucca (Maria Antonia)                | 76 km     | Doppio binario (per 33 km)  | 23              | Elettrica 3000 volt |
| Lucca-Pisa                                   | 24 km     | Binario unico               | 7               | Elettrica 3000 volt |
| Lucca-Viareggio                              | 23 km     | Binario unico               | 6 (2 dismesse)  | Elettrica 3000 volt |
| Lucca-Aulla (Garfagnana)                     | 89 km     | Binario unico               | 26              | Diesel              |
| Bologna-Porretta-Pistoia (Porrettana)        | 40 km     | Binario unico               | 9               | Elettrica 3000 volt |
| Firenze-Faenza (Faentina)                    | 101 km    | Binario unico               | 16              | Diesel              |
| Pontassieve-Borgo San Lorenzo (Valdisieve)   | 33 km     | Binario unico               | 8               | Diesel              |
| Empoli-Chiusi (Centrale Toscana)             | 152 km    | Binario unico               | 21              | Diesel              |
| Siena-Grosseto                               | 102 km    | Binario unico               | 12              | Diesel              |
| Cecina-Saline di Volterra                    | 30 km     | Binario unico               | 5               | Diesel              |
| Campiglia Marittima-Piombino (Val di Cornia) | 15 km     | Doppio binario (per 7,9 km) | 5               | Elettrica 3000 volt |
| Arezzo-Stia (Casentinese)                    | 44 km     | Binario unico               | 17              | Elettrica 3000 volt |
| Arezzo-Sinalunga (Val di Chiana)             | 40 km     | Binario unico               | 9               | Elettrica 3000 volt |

La lunghezza è calcolata sull'interezza del tratto in carico alla Regione Toscana.

### Raccordi
| Raccordi ferroviari della Toscana         |           |               |          |         |
| Linea                                     | Lunghezza | Binari        | Trazione | Gestore |
| Giuncarico-Poggiogirotondo                | 4 km      | Binario unico | Diesel   | RFI     |
| Interporto Amerigo Vespucci               | ~4 km     | Binario unico | Diesel   | RFI     |
| Raccordi della Zona Industriale Apuana    | 20 km     | Binario unico | Diesel   | RFI     |
| San Giovanni Valdarno-Terminal Bricchette | 4,3 km    | Binario unico | Diesel   | Enel    |

### Dismesse
| Linee dismesse della Toscana           |          |           |                |                     |                       |
| Linea                                  | Chiusura | Lunghezza | Binari         | Trazione            | Caratteristiche       |
| Montebamboli–Carbonifera               | 1903     | 26        | Binario unico  | Animale             | Mineraria             |
| Cana-Arcille-Rispescia                 | 1924     | n.d.      | Binario unico  | Vapore              | Mineraria             |
| Sant'Ellero-Saltino                    | 1924     | 8 km      | Binario unico  | Vapore              | Cremagliera           |
| Montepulciano-Fontago                  | 1927     | 10,4 km   | Binario unico  | Vapore              | Scartamento ridotto   |
| Casino di Terra-Miniera di Monterufoli | 1928     | 17 km     | Binario unico  | Vapore              | Scartamento ordinario |
| Massa Marittima-Follonica              | 1944     | 26 km     | Binario unico  | Diesel              | Scartamento ordinario |
| Orbetello-Porto Santo Stefano          | 1944     | 13 km     | Binario unico  | Diesel              | Scartamento ordinario |
| Arezzo-Sansepolcro                     | 1945     | 44,7 km   | Binario unico  | Diesel              | Scartamento ridotto   |
| Murlo-Befa                             | 1947     | 7 km      | Binario unico  | Vapore              | Mineraria             |
| Lucca-Pontedera                        | 1958     | 25,3 km   | Binario unico  | Diesel              | Scartamento ordinario |
| Saline-Volterra                        | 1958     | 8 km      | Binario unico  | Diesel              | Cremagliera           |
| Bartolina-Ribolla                      | 1960     | 7,8 km    | Binario unico  | Diesel              | Mineraria             |
| Pisa-Tirrenia-Livorno                  | 1960     | 33 km     | Binario unico  | Elettrica 3000 volt | Scartamento ordinario |
| Ferrovia Marmifera Privata di Carrara  | 1965     | 23 km     | Binario unico  | Diesel              | Industriale           |
| Pracchia-Mammiano                      | 1965     | 16,8 km   | Binario unico  | Elettrica 1200 volt | Scartamento ridotto   |
| Livorno Calambrone-Collesalvetti       | 1966     | 13 km     | Binario unico  | Diesel              | Scartamento ordinario |
| Avenza-Carrara                         | 1970     | 4,4 km    | Binario unico  | Elettrica 3600 volt | Scartamento ordinario |
| Poggibonsi-Colle Val d'Elsa            | 1987     | 8 km      | Binario unico  | Diesel              | Scartamento ordinario |
| Asciano-Monte Antico                   | 1994     | 51 km     | Binario unico  | Diesel              | Scartamento ordinario |
| Pisa Centrale-Aeroporto                | 2013     | 1,4 km    | Binario unico  | Elettrica 3000 volt | Scartamento ordinario |
| Firenze Cascine-Porta al Prato         | 2022     | 3,7 km    | Doppio binario | Elettrica 3000 volt | Scartamento ordinario |

La lunghezza è calcolata sull'interezza del tratto dismesso.

### Servizi integrativi ferroviari
Autolinee Toscane gestisce i servizi automobilistici integrativi o sostitutivi dei servizi ferroviari regionali per Trenitalia e Trasporto Ferroviario Toscano.

### Altre strade ferrate
- Tranvie toscane

## Orari e sistema tariffario
Nel 2004 la Regione Toscana sviluppò un progetto, definito Memorario che prevedeva — insieme a Trenitalia e RFI — la riorganizzazione e il potenziamento dei servizi ferroviari, con orari ferroviari organizzati e integrati in modo cadenzato e facile da ricordare, con treni regionali ad ogni ora, allo stesso minuto, durante l'arco della giornata. Gran parte delle linee regionali furono inserite nel sistema di orario cadenzato.
La Regione Toscana, nel contratto di servizio con Trenitalia del 2023, ha ridefinitivo il sistema tariffario per i viaggi regionali istituendo diverse tariffe tra cui:
- n. 39/17/Toscana per i viaggi di corsa semplice e/o andata e ritorno in ambito regionale;
- n. 40/17/Toscana per la determinazione dei prezzi di trasporto nell'area regionale della Toscana, ovvero per gli abbonamenti settimanali e mensili;
- n. 41/17/Toscana Pegaso per i prezzi dell'uso combinato delle diverse modalità di trasporto extraurbano (autolinee ferrovie) ed urbano.[34]